# Береговий (Володарський район)
Береговий (рос. Береговой) — селище у Володарському районі Астраханської області Російської Федерації.
Населення становить 163 особи (2010). Входить до складу муніципального утворення Султановська сільрада.

## Історія
Населений пункт розташований на території українського етнічного та культурного краю Жовтий Клин. Згідно із законом від 6 серпня 2004 року органом місцевого самоврядування є Султановська сільрада.

## Населення
| 2002 | 2010 |
| ---- | ---- |
| 141  | ↗163 |